# Mona Ainu'u
Esa Sharon Mona Ainuu est une journaliste puis femme politique niuéenne.

## Biographie
D'abord journaliste, elle est également un temps présidente de l'Association de Volleyball de Niue.
Candidate malheureuse dans la circonscription de Tuapa aux élections législatives de 2014, elle remporte ce siège avec 44,2 % des voix face à trois autres candidats aux élections de 2017 et entre au Parlement de Niue. Elle est alors nommée adjointe au ministre des Ressources naturelles Dalton Tagelagi dans le gouvernement de Toke Talagi.
Reconduite sans adversaire dans sa circonscription aux élections de 2020, elle est nommée ministre des Ressources naturelles lorsque Dalton Tagelagi est élu Premier ministre par le Parlement,. Elle a ainsi la responsabilité ministérielle pour l'agriculture, la sylviculture, les pêcheries, les services météorologiques, et l'environnement, dont la préservation du patrimoine naturel et la question du réchauffement climatique. En 2022, le gouvernement et elle font de l'intégralité de la zone économique exclusive de Niué un parc naturel maritime, afin de garantir un usage durable des ressources maritimes du pays.
Seule candidate à nouveau dans sa circonscription aux élections législatives de 2023, elle est reconduite à ses responsabilités ministérielles aux ressources naturelles, à l'agriculture, à la sylviculture, aux pêcheries et à l'environnement, avec Emani Fakaotimanava-Lui pour adjoint.